# A tini nindzsa teknőcök felemelkedése: A film
A tini nindzsa teknőcök felemelkedése: A film (eredeti cím: Rise of the Teenage Mutant Ninja Turtles: The Movie) 2022-es amerikai számítógépes animációs szuperhősfilm, amely A tini nindzsa teknőcök felemelkedése (2018-20) című animációs televíziós sorozat folytatásaként készült. A filmet a sorozat társfejlesztői, Andy Suriano és Ant Ward rendezték (saját történetük alapján) Tony Gama-Lobo és Rebecca May forgatókönyvéből. A szereplők eredeti hangjait Ben Schwartz, Omar Benson Miller, Brandon Mychal Smith, Josh Brener, Kat Graham, Eric Bauza és Haley Joel Osment kölcsönzi.
2022. augusztus 5-én mutatták be a Netflixen. Általánosságban pozitív véleményeket kapott a kritikusoktól az animáció, az akciójelenetek, az alakítások és az érzelmi mélység miatt.

## Cselekmény
Teknőcök a jövőből érkezett új szövetségesük, Casey Jones segítségével elindulnak, hogy megakadályozzák a Krang gonosz idegen erő Földre törését.

## Szereplők
| Szereplő       | Eredeti hang         | Magyar hang      |
| -------------- | -------------------- | ---------------- |
| Leonardo       | Ben Schwartz         | Bódy Gergely     |
| Raphael        | Omar Benson Miller   | Moser Károly     |
| Michelangelo   | Brandon Mychal Smith | Rada Bálint      |
| Donatello      | Josh Brener          | Markovics Tamás  |
| Szecska mester | Eric Bauza           | Rosta Sándor     |
| April O'Neil   | Kat Graham           | Mezei Kitty      |
| Casey Jones    | Haley Joel Osment    | Csiby Gergely    |
| Krang          | Jim Pirri            | Rába Roland      |
| Hypno-Potamus  | Rhys Darby           | Schneider Zoltán |
| Warren Stone   | John Michael Higgins | Galbenisz Tomasz |

## Bemutató
Eredetileg 2021-ben került volna a mozikba, de végül 2022-re csúsztatták. Az előzetes 2022. július 6-án jelent meg, a film premierje pedig 2022. augusztus 5-én volt a Netflixen. Kínában 2022. november 19-én mutatták be a mozikban, ahol a China Film Group Corporation forgalmazta. 570 ezer dolláros bevételt ért el.

## Díjak és jelölések
| Díj                               | Időpont              | Kategória                                                  | Átvevő(k)                                                                | Eredmény | Forrás        |
| --------------------------------- | -------------------- | ---------------------------------------------------------- | ------------------------------------------------------------------------ | -------- | ------------- |
| Annie Awards                      | 2023. február 25.    | Kiváló karaktertervezés animációs játékfilmes produkcióban | Ida Hem                                                                  | Jelölve  | [ 8 ]         |
| Golden Reel Awards                | 2023 február 26.     | Kiváló hangvágás – nem mozifilmes animáció                 | Jeff Shiffman, Jessey Drake, Brad Meyer, Xinyue Yu, Carol Ma             | Elnyerte | [ 9 ]         |
| Children's and Family Emmy Awards | 2023. december 16-17 | Kiváló különleges kategóriájú animációs műsor              | A tini nindzsa teknőcök felemelkedése: A film                            | Jelölve  | [ 10 ] [ 11 ] |
| Children's and Family Emmy Awards | 2023. december 16-17 | Kiváló hangvágás és hangkeverés animációs műsorban         | Jeff Shiffman, Jacob Cook, Jessey Drake, Brad Meyer, Xinyue Yu, Carol Ma | Jelölve  | [ 10 ] [ 11 ] |
| Children's and Family Emmy Awards | 2023. december 16-17 | Egyéni teljesítmény az animációban                         | Carl Anders Beu                                                          | Elnyerte | [ 12 ]        |

## Fordítás
- Ez a szócikk részben vagy egészben  a   Rise of the Teenage Mutant Ninja Turtles: The Movie című angol Wikipédia-szócikk fordításán alapul.  Az eredeti cikk szerkesztőit annak laptörténete sorolja fel. Ez a jelzés csupán a megfogalmazás eredetét és a szerzői jogokat jelzi, nem szolgál a cikkben szereplő információk forrásmegjelöléseként.